# جيري بورنس
جيري بورنس (بالإنجليزية: Jerry Burns)‏ هو مدرب كرة سلة أمريكي، ولد في 24 يناير 1927 في ديترويت في الولايات المتحدة.